# 贝代耶 (阿列日省)
贝代耶（法語：Bédeille，法語發音：[bedɛj]）是法国阿列日省的一个市镇，属于聖日龍區。

## 地理
贝代耶（43°5'15"N, 1°6'13"E）面积9.46 平方千米，位于法国奧克西塔尼大區阿列日省，该省份为法国西南部内陆省份，西部和北部与上加龙省接壤，东临奥德省，东南至东比利牛斯省接壤，南与安道尔和西班牙接壤。
与贝代耶接壤的市镇（或旧市镇、城区）包括：巴热尔、巴尔雅克、贝查特、法巴、托里尼昂卡斯泰、图尔图斯。

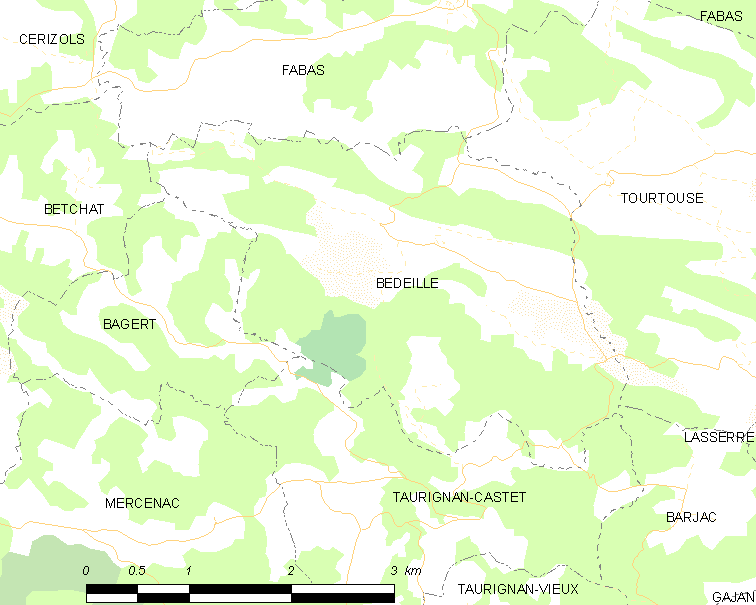
的OSM定位图

贝代耶的时区为UTC+01:00、UTC+02:00（夏令时）。

## 行政
贝代耶的邮政编码为09230，INSEE市镇编码为09046。

## 政治
贝代耶所属的省级选区为库斯朗谷地县。

## 人口

1962-2008年间人口变化图示

贝代耶于2022年1月1日时的人口数量为76人。